# Ferula litwinowiana
Ferula litwinowiana är en flockblommig växtart som beskrevs av Koso-pol. Ferula litwinowiana ingår i släktet stinkflokesläktet, och familjen flockblommiga växter. Inga underarter finns listade i Catalogue of Life.